# Antonius Tencalla

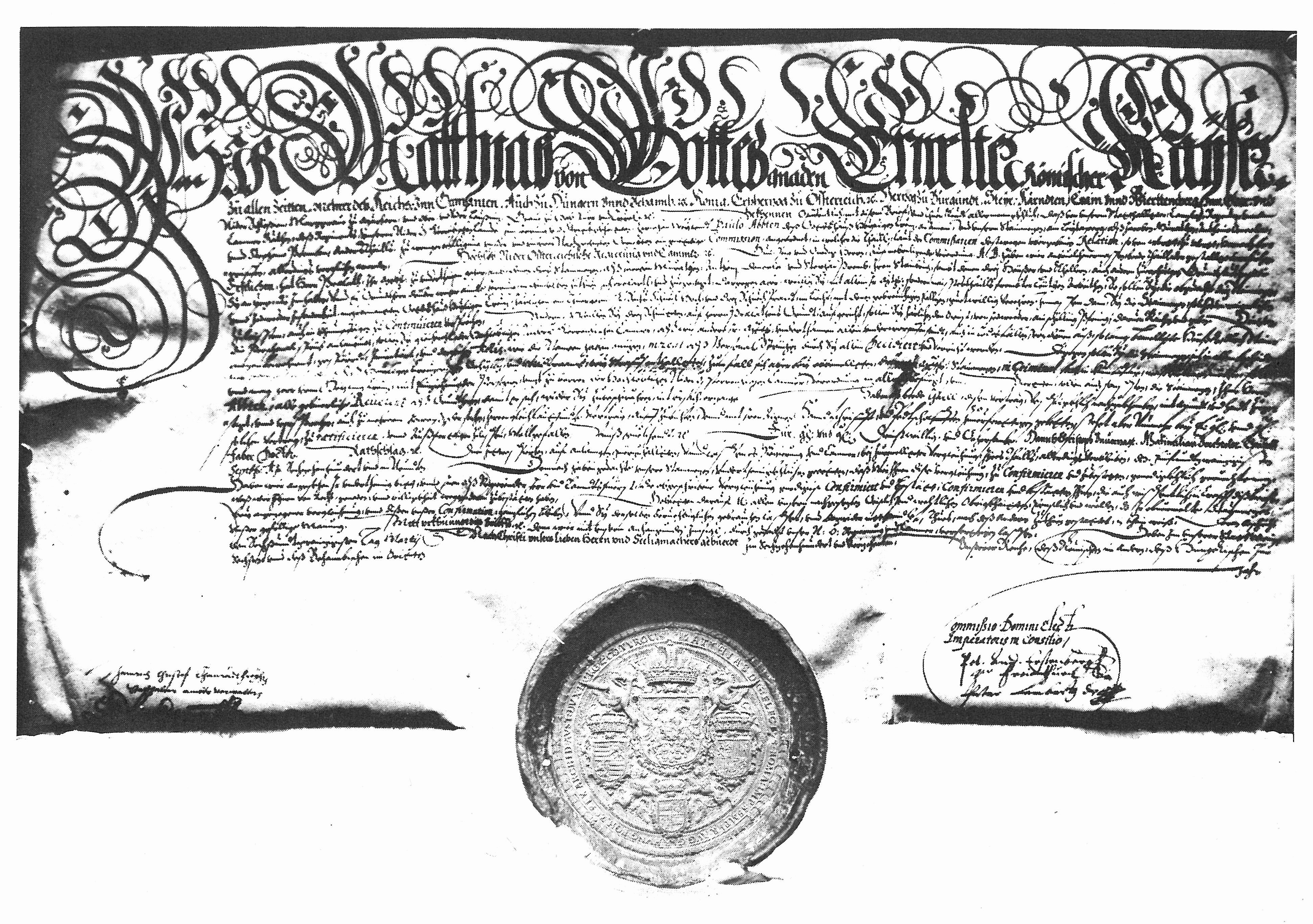
Kaiser Matthias, 1614, Unsere Steinmetzen Giacomo Murato und Antonius Tencalla

Antonius Tencalla (* um 1560 in Bissone, Schweiz; † 1628 in Kaisersteinbruch, heute Burgenland) war ein Hofsteinmetzmeister und Bildhauer der Renaissance. Er war Mitglied der schweizerisch-italienischen Künstlerfamilie Tencalla von Architekten, Malern, Bildhauern und Steinmetzen. 

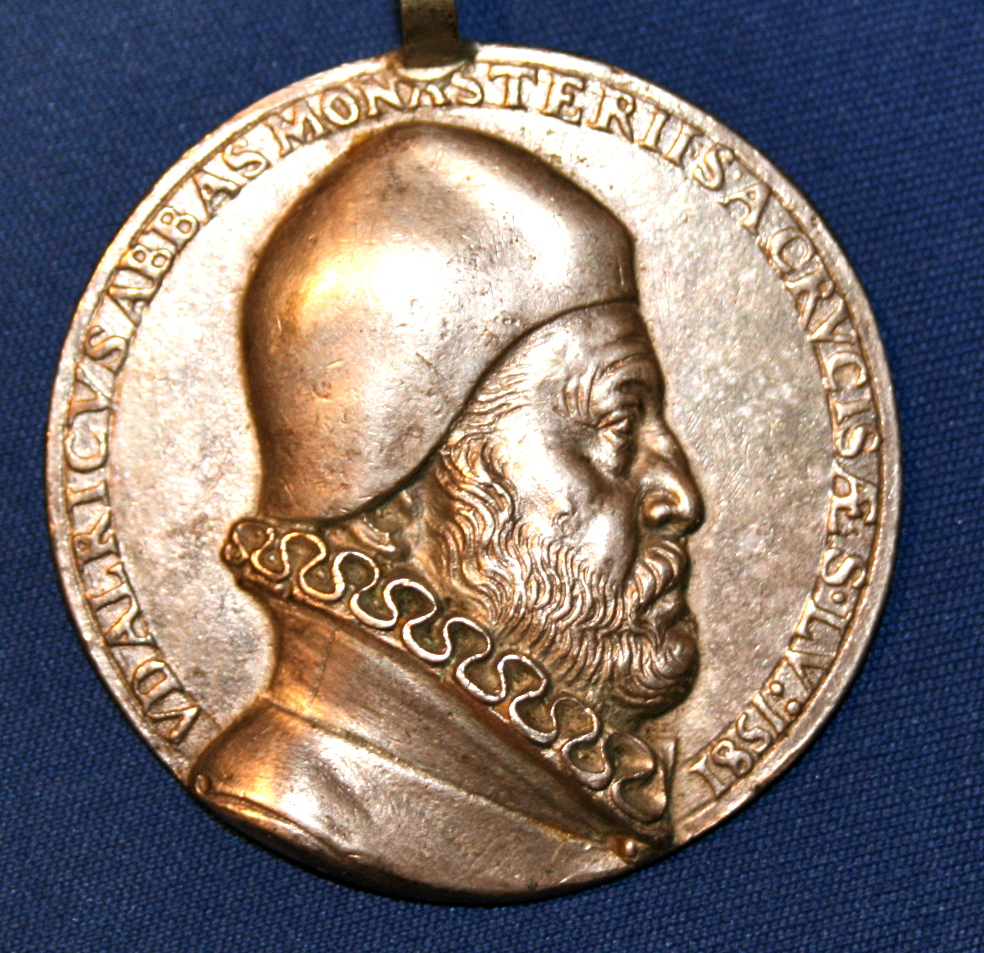
Abt Ulrich Müller (Molitor)

## Leben und Wirken
Im neuen Steinbruch am Leithaberg gab es ab den 1550er Jahren einen starken Zuzug von italienisch-schweizerischen Steinmetzen, die zu den Magistri Comacini gezählt werden. Nach den notwendigen Befestigungsbauten  folgte der Ruf und das Prestige Kaiser Maximilians II., hier nahe bei Wien, in Simmering ein monumentales Gebäude zu errichten. Geplant war eine „Villa suburbana“, der bedeutendste Renaissancebau nördlich der Alpen, dem Kaiser des Heiligen Römischen Reiches Deutscher Nation entsprechend. Die Brüder Bernhard und Antonius Tencalla kamen um 1575 als junge Gesellen und arbeiteten bei den Meistern und auch Brüdern Antonius und Pietro Solari. Abt Ulrich Molitor vom Stift Heiligenkreuz bewilligte 1584 dem Steinmetz und Bildhauer Antonius Solari einen neuen Steinbruch.

### Schloss Rohrau, Neubau 1599–1605

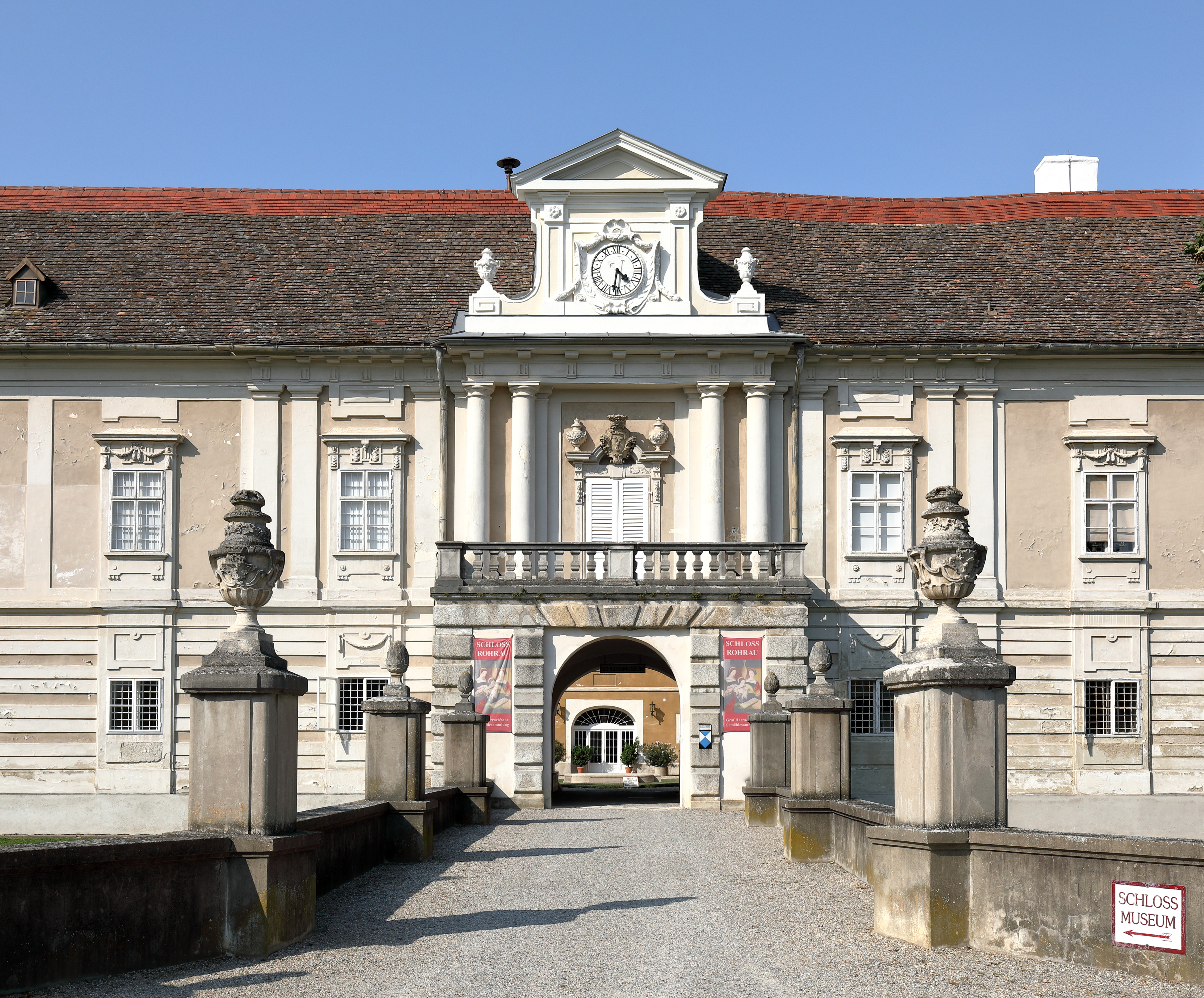
Schloss Rohrau

Steinmetzmeister Antonius Tencalla im kayßerischen Steinbruch am Leythaberg verrechnete beim Schloss Rohrau hergegebene Tür- und Fensterstein, Staffel zum Schnecken ins Neue Gebäude, samt Gesims auf die Altan und weiterhin fünf steinerne Fensterköpfe, den steinernen Pranger im Markt Rohrau, die Quadersteine des Neuen Tores im Äußeren Schloss samt Gesims, zuletzt ein Schöpfbrunnen im Inneren Schloss. Der wohlgeborene Freiherr Karl von Harrach hat durch seinen Pfleger Hans Rößler den 261 Gulden 21 Kreuzer entrichten und bezahlen lassen.

## Konflikt Abt mit den Meistern Murato und Tencalla
Gemeinsam mit Meister Giacomo Murato weigerte er sich, den Abt des Stiftes Heiligenkreuz als Grundobrigkeit zu akzeptieren, sondern einzig den römisch-deutschen Kaiser. Sie leiteten das aus der Bezeichnung – Ihro kaiserlichen Majestät Steinbruch am Leithaberg – ab. Daraus entstand ab 1607 ein Schriftverkehr von Kaiser Rudolf II., vertreten durch die NÖ.-Regierung und Abt Paul Schönebner vom Stift Heiligenkreuz.

## Kaiserliche Urkunde 1614
1609 konnte ein Kompromiss erreicht werden, die Orts-Herrlichkeit wurde der NÖ.-Kammer zugesprochen, die Grund-Herrlichkeit dem Stift Heiligenkreuz. Der neue Kaiser Matthias bestätigte dies 1614 in einer Urkunde.

## Bestätigung der eigenständigen Viertellade 1617
Die Handwerksordnung vom Jahre 1615, die Kaiser Matthias 1617 bestätigte, umfasste die Viertelladen in Baden in Niederösterreich, auf ungarischer Seite im kayserlichen Steinbruch.

## Archivalien
- Wiener Stadt- und Landesarchiv: Steinmetzakten, Bruderschaftsbuch.
- Stift Heiligenkreuz Archiv: Urkunden, Register, Steinmetz.
- Wiener Neustadt Stadtarchiv: Steinmetzakten.